# National enhed for Særlig Kriminalitet
National enhed for Særlig Kriminalitet (NSK) er en enhed i dansk politi, som arbejder med efterforskning og retsforfølgelse af organiseret kriminalitet, økonomisk kriminalitet samt IT-kriminalitet. 
Enheden er organiseret som en politikreds og består af en politisøjle, anklagersøjle, stabssøjle samt et hvidvasksekratariat.

## Historie
I august 2020 annoncerede daværende justitsminister Nick Hækkerup planer om at oprette en national politienhed, der kunne håndtere de mest komplicerede former for kriminalitet. Han udtalte, at han "drømte om en dansk version af FBI."
Lovforslaget, som etablerer NSK, blev sendt i offentlig høring af Justitsministeriet 17. august 2021. Det blev efterfølgende fremsat i Folketinget 6. oktober 2021 og vedtaget 16. december 2021 med stemmerne 100 for og 2 imod. 0 stemte hverken for eller imod.
National enhed for Særlig Kriminalitet åbnede 1. januar 2022 og er en sammenlægning af Særlig Efterforskning Vest (SEV), Særlig Efterforskning Øst (SEØ), Landsdækkende Center for IT-relateret Økonomisk Kriminalitet (LCIK), Grænsecenter Øresund (GCØ), Nationalt Kriminalteknisk Center (NKC), Nationalt Cyber Crime Center (NC3) samt dele af Det Nationale Efterforskningscenter (NEC) og Statsadvokaten for Særlig Økonomisk og International Kriminalitet (SØIK).